# Rio Febros
Rio Febros é um dos afluentes do rio Douro e atravessa, na sua maior parte, a freguesia de Pedroso (Vila Nova de Gaia).
É um afluente da margem esquerda do rio Douro que nasce em Seixezelo(Vila Nova de Gaia) e desagua no Esteiro de Avintes, passando também pelo Parque Biológico;
É de grande importância para a região pois as suas águas são usadas para a rega dos campos e, no passado recente, para movimentar moinhos.
Rio onde a pesca desportiva, nomeadamente à Truta já foi vulgar, está hoje despovoado devido à poluição doméstica e industrial.